# Котіс IV
Котіс IV (*Κότυς, д/н —167 до н. е.) — володар Одриського царства у 171–167 роках до н. е.

## Життєпис
Походив з Астейської династії. Син Севта IV, Одриського царя. У 171 році стає царем після смерті свого брата Аматока III. Спочатку був союзником Римської республіки. Потім перейшов на Македонії. Брав участь у битвах при Кіноскефалах і Підні в 197 р. до н.е. і 168 р. до н.е. як союзник Пилипа V і Персея. 
В III Македонській війні Котіс зі своєю кіннотою підтримував Персея, надавши 2 тис. осіб. У 171 році до н. е. війська одрисів сприяли перемозі македонян у битві при Каллікіні. В цей час Котіс IV вимушений був відбивати наступ Евмена II, царя Пергаму.

Плутарх розповідає, що під час битви при Підні Котис командував лівим крилом союзних антиримських армій, які складалися з підлеглих йому тракійських військ і частин македонської фаланги. Під час битви тракійці виступили першими, одягнені в чорні туніки та обладунки, і зять римського полководця Луція Емілія Павла Публій Емілій Назіка, який воював на цій ділянці під командуванням Ліцинія Красса, був надзвичайно наляканий їх виглядом. Тракійські війська розбили римлян на цьому крилі, і тракійці захопили багато римських солдатів і офіцерів, хоча македонська фаланга програла битву.
Котіс був єдиним із союзників македонського царя Персея, який зберіг свою незалежність, а Фракійське царство Одріс залишилося недоторканим після військових дій при Підні.
Після битви при Пидні 168 року до н. е., де македоняни зазнали рішучої поразки, а син царя — Бітяс — потрапив у полон, Котіс вирішив піти на замирення із Римом, відправивши туди посольство з величезною купою грошей. Зрештою царю одрисів вдалося замиритися. Він особисто поїхав до Риму і був вислуханий сенатом, коли пропонував звільнити свого сина Битяса в обмін на звільнення з тракійського полону римських солдатів і офіцерів, захоплених ним у Підні. Сенат погодився, і між Одриським королівством і Римом були встановлені офіційні союзницькі відносини.
Він отримав статус «друга і союзника римського народу», після цього почав карбування драхм за македонським стандартом і зразком. Невдовзі потому Котім IV помер, передавши владу синові.